# Rhaphiptera scrutator
Rhaphiptera scrutator là một loài bọ cánh cứng trong họ Cerambycidae.